# Chaliers
Chaliers est une commune française, située dans le département du Cantal en région Auvergne-Rhône-Alpes.

## Géographie

### Localisation
La commune de Chaliers est située dans l'Est du département du Cantal. Elle est limitrophe de la Lozère.
La commune est située dans le Massif central, en lisière de la Margeride, sur les bords de la Truyère.

### Communes limitrophes
Les communes limitrophes sont  Chaulhac, Clavières, Lorcières, Ruynes-en-Margeride et Val d'Arcomie.
| Ruynes-en-Margeride        |                   | Clavières |
|                            | Chaliers          |           |
| Val d'Arcomie (Loubaresse) | Chaulhac (Lozère) | Lorcières |

### Climat
Pour des articles plus généraux, voir Climat d'Auvergne-Rhône-Alpes et Climat du Cantal.
En 2010, le climat de la commune est de type climat des marges montargnardes, selon une étude du CNRS s'appuyant sur une série de données couvrant la période 1971-2000. En 2020, Météo-France publie une typologie des climats de la France métropolitaine dans laquelle la commune est exposée à un climat de montagne ou de marges de montagne et est dans la région climatique  Sud-est du Massif Central, caractérisée par une pluviométrie annuelle de 1 000 à 1 500 mm, minimale en été, maximale en automne. 
Pour la période 1971-2000, la température annuelle moyenne est de 9 °C, avec une amplitude thermique annuelle de 16,4 °C. Le cumul annuel moyen de précipitations est de 802 mm, avec 9 jours de précipitations en janvier et 6,3 jours en juillet. Pour la période 1991-2020, la température moyenne annuelle observée sur la station météorologique de Météo-France la plus proche, « Paulhac-en-Margeride_sapc »sur la commune de Paulhac-en-Margeride à 12 km à vol d'oiseau, est de 7,9 °C et le cumul annuel moyen de précipitations est de 1 061,2 mm,. Pour l'avenir, les paramètres climatiques de la commune estimés pour 2050 selon différents scénarios d'émission de gaz à effet de serre sont consultables sur un site dédié publié par Météo-France en novembre 2022.

## Urbanisme

### Typologie
Au 1er janvier 2024, Chaliers est catégorisée commune rurale à habitat très dispersé, selon la nouvelle grille communale de densité à 7 niveaux définie par l'Insee en 2022.
Elle est située hors unité urbaine. Par ailleurs la commune fait partie de l'aire d'attraction de Saint-Flour, dont elle est une commune de la couronne,. Cette aire, qui regroupe 36 communes, est catégorisée dans les aires de moins de 50 000 habitants,.
La commune, bordée par un plan d’eau intérieur d’une superficie supérieure à 1 000 hectares, le lac du Barrage de Grandval, est également une commune littorale au sens de la loi du 3 janvier 1986, dite loi littoral. Des dispositions spécifiques d’urbanisme s’y appliquent dès lors afin de préserver les espaces naturels, les sites, les paysages et l’équilibre écologique du littoral, tel le principe d'inconstructibilité, en dehors des espaces urbanisés, sur la bande littorale des 100 mètres, ou plus si le plan local d’urbanisme le prévoit.

### Occupation des sols
L'occupation des sols de la commune, telle qu'elle ressort de la base de données européenne d’occupation biophysique des sols Corine Land Cover (CLC), est marquée par l'importance des territoires agricoles (66,6 % en 2018), en augmentation par rapport à 1990 (65,4 %). La répartition détaillée en 2018 est la suivante : prairies (48,8 %), forêts (20,8 %), zones agricoles hétérogènes (17,8 %), milieux à végétation arbustive et/ou herbacée (12,6 %). L'évolution de l’occupation des sols de la commune et de ses infrastructures peut être observée sur les différentes représentations cartographiques du territoire : la carte de Cassini (XVIIIe siècle), la carte d'état-major (1820-1866) et les cartes ou photos aériennes de l'IGN pour la période actuelle (1950 à aujourd'hui).

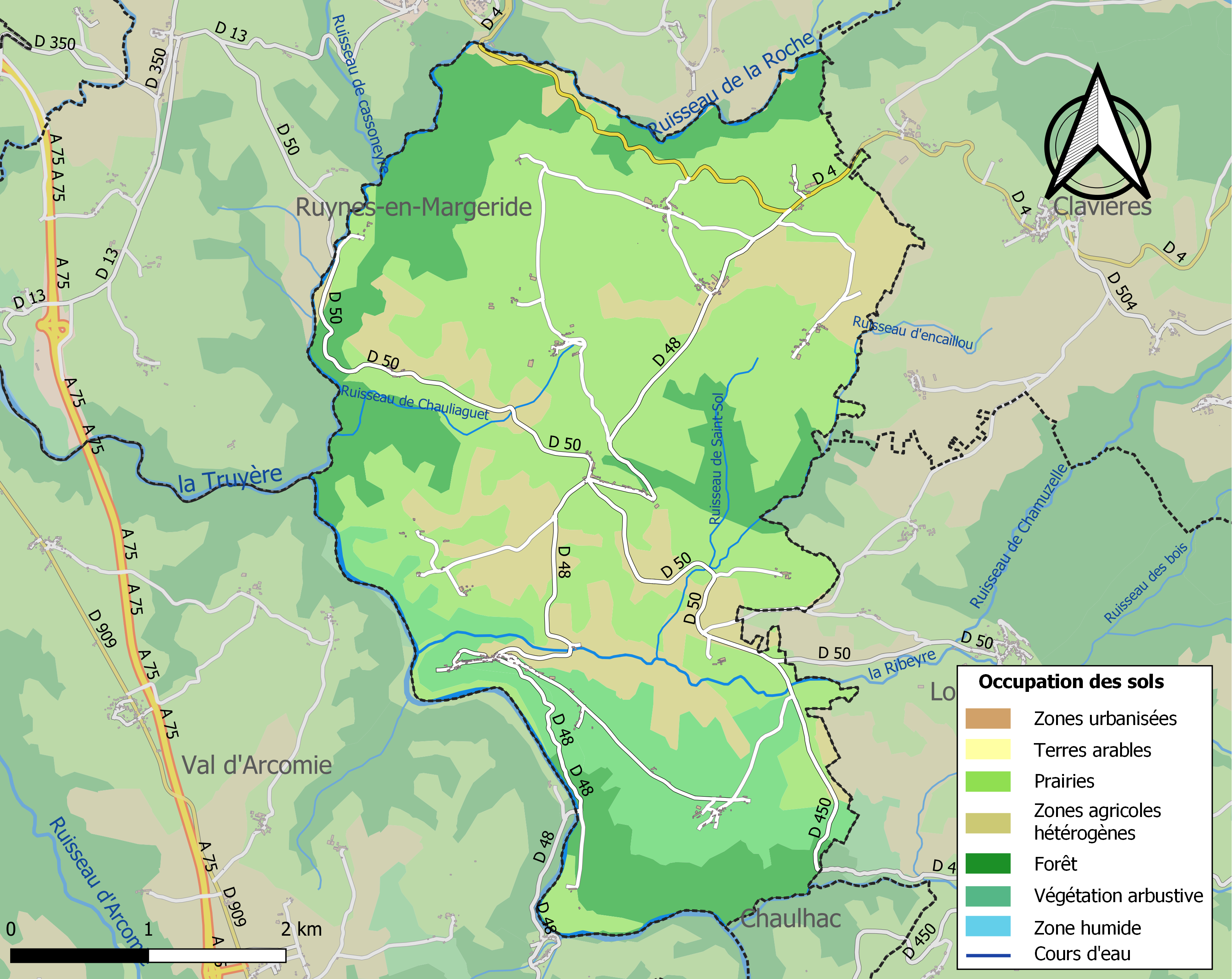
Carte des infrastructures et de l'occupation des sols de la commune en 2018 (CLC).

### Habitat et logement
En 2018, le nombre total de logements dans la commune était de 163, alors qu'il était de 161 en 2013 et de 154 en 2008.
Parmi ces logements, 45,3 % étaient des résidences principales, 41,6 % des résidences secondaires et 13,1 % des logements vacants. Ces logements étaient pour 95,1 % d'entre eux des maisons individuelles et pour 4,9 % des appartements.
Le tableau ci-dessous présente la typologie des logements à Chaliers en 2018 en comparaison avec celle du Cantal et de la France entière. Une caractéristique marquante du parc de logements est ainsi une proportion de résidences secondaires et logements occasionnels (41,6 %) supérieure à celle du département (20,4 %) et à celle de la France entière (9,7 %). Concernant le statut d'occupation de ces logements, 87,1 % des habitants de la commune sont propriétaires de leur logement (88 % en 2013), contre 70,4 % pour le Cantal et 57,5 pour la France entière.
| Typologie                                               | Chaliers | Cantal | France entière |
| ------------------------------------------------------- | -------- | ------ | -------------- |
| Résidences principales (en %)                           | 45,3     | 67,7   | 82,1           |
| Résidences secondaires et logements occasionnels (en %) | 41,6     | 20,4   | 9,7            |
| Logements vacants (en %)                                | 13,1     | 11,9   | 8,2            |

## Histoire
Du 20 au 26 juin 1380, Bertrand Du Guesclin met le siège devant Chaliers avec succès.
En 1878, une partie de la commune en est séparée pour constituer la commune de Loubaresse.

## Politique et administration

### Découpage territorial
La commune de Chaliers est membre de l'intercommunalité Saint-Flour Communauté, un établissement public de coopération intercommunale (EPCI) à fiscalité propre créé le 1er janvier 2017 dont le siège est à Saint-Flour. Ce dernier est par ailleurs membre d'autres groupements intercommunaux.
Sur le plan administratif, elle est rattachée à l'arrondissement de Saint-Flour, à la circonscription administrative de l'État du Cantal et à la région Auvergne-Rhône-Alpes.
Sur le plan électoral, elle dépend du canton de Neuvéglise-sur-Truyère pour l'élection des conseillers départementaux, depuis le redécoupage cantonal de 2014 entré en vigueur en 2015, et de la deuxième circonscription du Cantal  pour les élections législatives, depuis le dernier découpage électoral de 2010.

### Liste des maires
| Période                                  | Période                    | Identité          | Étiquette | Qualité |
| ---------------------------------------- | -------------------------- | ----------------- | --------- | ------- |
| Les données manquantes sont à compléter. |                            |                   |           |         |
| mars 2001                                | En cours (au 10 août 2020) | Bernadette Resche | DVD       |         |

## Démographie
L'évolution du nombre d'habitants est connue à travers les recensements de la population effectués dans la commune depuis 1793. Pour les communes de moins de 10 000 habitants, une enquête de recensement portant sur toute la population est réalisée tous les cinq ans, les populations de référence des années intermédiaires étant quant à elles estimées par interpolation ou extrapolation. Pour la commune, le premier recensement exhaustif entrant dans le cadre du nouveau dispositif a été réalisé en 2004.

En 2022, la commune comptait 139 habitants, en évolution de −17,26 % par rapport à 2016 (Cantal : −1,08 %, France hors Mayotte : +2,11 %).
| 1793  | 1800  | 1806  | 1821  | 1831  | 1836  | 1841  | 1846  | 1851  |
| ----- | ----- | ----- | ----- | ----- | ----- | ----- | ----- | ----- |
| 1 398 | 1 515 | 1 454 | 1 477 | 1 489 | 1 293 | 1 270 | 1 302 | 1 269 |

| 1856  | 1861  | 1866  | 1872  | 1876  | 1881 | 1886 | 1891 | 1896 |
| ----- | ----- | ----- | ----- | ----- | ---- | ---- | ---- | ---- |
| 1 298 | 1 248 | 1 277 | 1 155 | 1 218 | 590  | 543  | 546  | 515  |

| 1901 | 1906 | 1911 | 1921 | 1926 | 1931 | 1936 | 1946 | 1954 |
| ---- | ---- | ---- | ---- | ---- | ---- | ---- | ---- | ---- |
| 516  | 542  | 515  | 415  | 450  | 433  | 413  | 342  | 307  |

| 1962 | 1968 | 1975 | 1982 | 1990 | 1999 | 2004 | 2006 | 2009 |
| ---- | ---- | ---- | ---- | ---- | ---- | ---- | ---- | ---- |
| 268  | 236  | 218  | 214  | 227  | 196  | 185  | 176  | 194  |

| 2014 | 2019 | 2022 | - | - | - | - | - | - |
| ---- | ---- | ---- | - | - | - | - | - | - |
| 170  | 145  | 139  | - | - | - | - | - | - |

## Culture locale et patrimoine

### Lieux et monuments
- Maison Roudil construite en 1777 pour la famille Roudil. L'édifice est inscrit au titre des monuments historiques en 1992[20].
- Église Saint-Martin est inscrite au titre des monuments historiques en 1992[21].

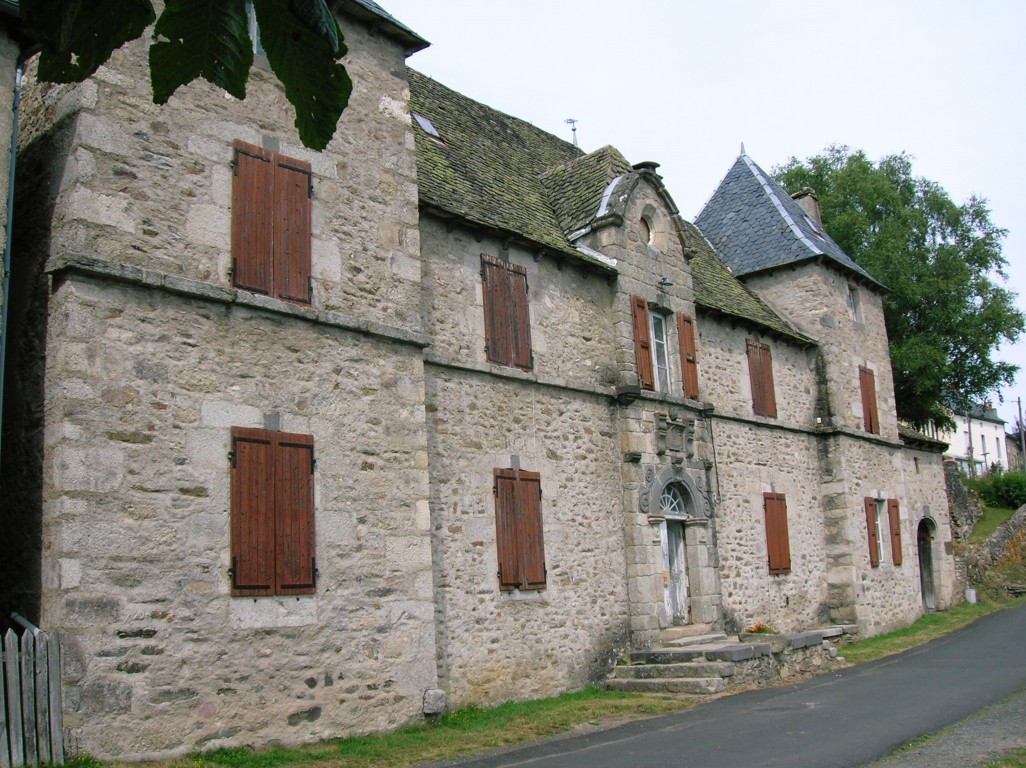
Maison Roudil.
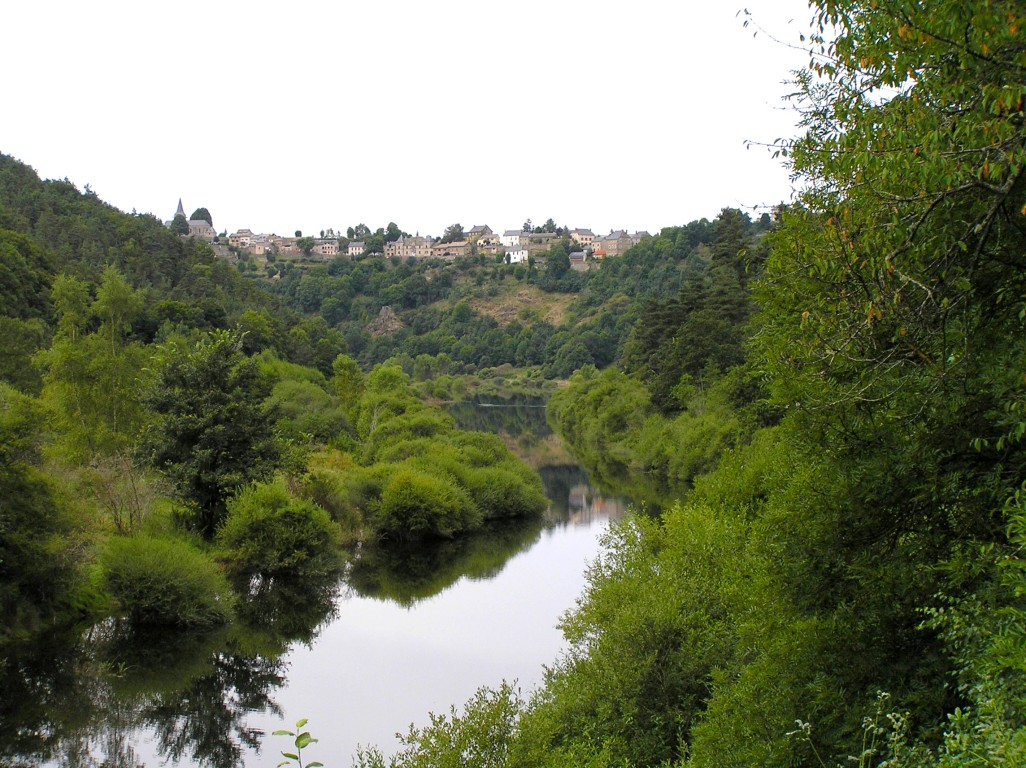
La Truyère à Chaliers.

### Personnalités liées à la commune
- Bertrand Du Guesclin.